# Sundance (Wyoming)
Pour les articles homonymes, voir Sundance.
La ville de Sundance est le siège du comté de Crook dans l’État du Wyoming aux États-Unis. Sa population s’élevait à 1 182 habitants lors du recensement de 2010. La municipalité s'étend sur 3,06 milles carrés (7,93 km2).
Son nom provient de la danse du soleil (en anglais : sun dance) que les tribus amérindiennes y célébraient.
C'est après son séjour à la prison de Sundance que Harry Longabaugh a pris le surnom de Sundance Kid et c'est après avoir interprété le rôle de ce pilleur de banques dans Butch Cassidy and the Sundance Kid que Robert Redford rebaptisa le festival cinématographique de l'Utah en Sundance Film Festival. Ce dernier tire donc indirectement son nom de Sundance au Wyoming mais ne s'y tient pas.